# Krystian Legierski

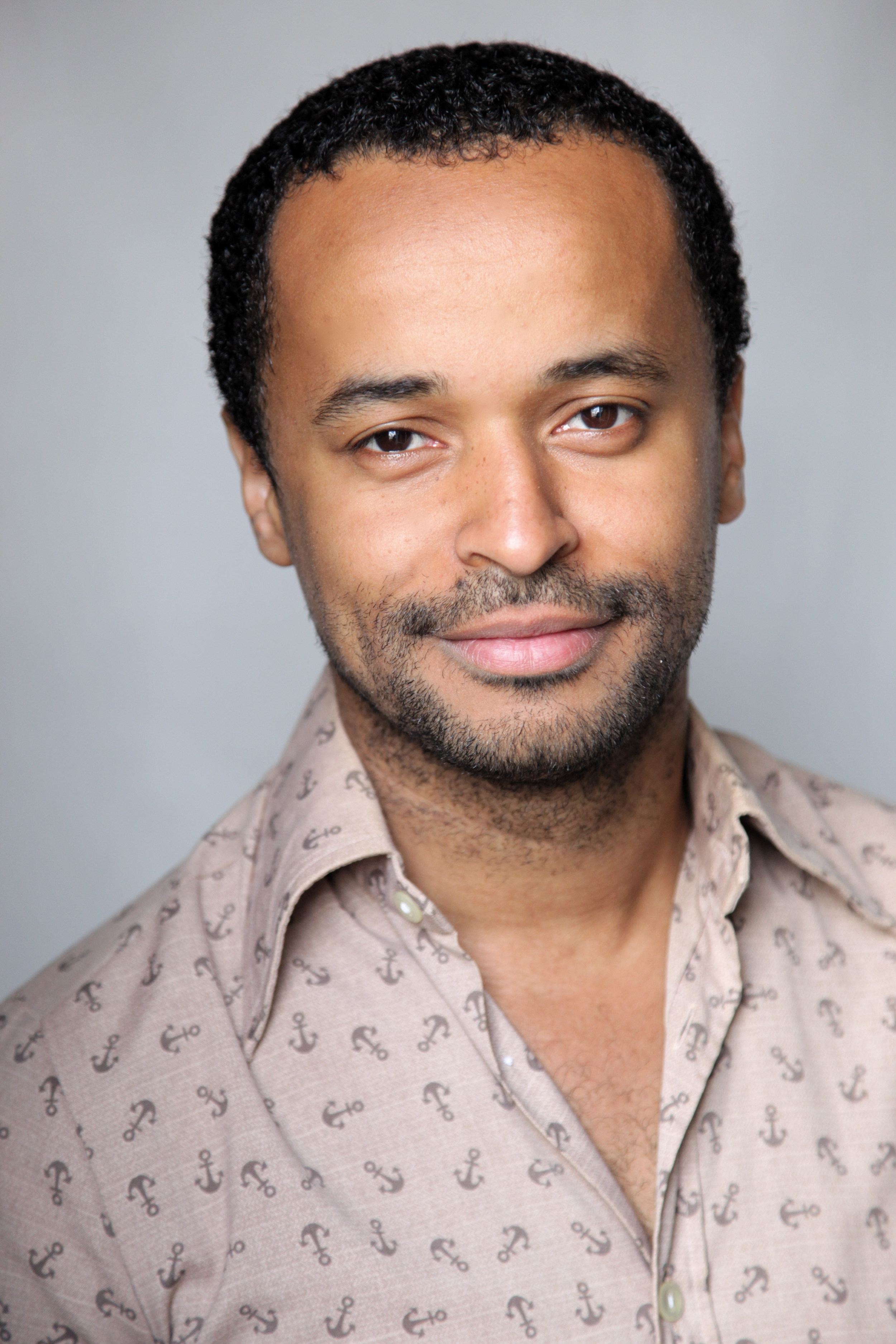
Krystian Legierski (2009)

Krystian Legierski (* 22. April 1978 in Koniaków) ist ein polnischer LGBT-Aktivist, Politiker und Unternehmer, Miteigentümer der Warschauer Klubs Le Madame, Tomba-Tomba und M25.

## Leben
Legierskis Mutter stammt aus Polen, sein Vater, der in Polen studierte, aus Mauretanien. Legierski hat ein Studium an der Fakultät für Jura und Administration der Warschauer Universität abgeschlossen. Vom Oktober 2006 bis November 2010 hat er die Sendung Besser spät als gar nicht im Radio TOK FM mitgeleitet.
2003 hat er zusammen mit Ela Solanowska in der Warschauer Altstadt den Klub Le Madame gegründet, der drei Jahre lang (bis zur Schließung im März 2006) ein alternatives Kulturzentrum war. Es ist Mitautor des Offenen Briefes der Rechtsanwälte an den Präsidenten von Warschau bezüglich des Verbots der Gleichheitsparade im Jahr 2005. Seit 2009 ist Legierski Mitglied der informellen Initiativengruppe für die gleichgeschlechtliche Partnerschaft (Grupa Inicjatywna ds. Związków Partnerskich).
Legierski ist Mitglied der polnischen Grünen Zieloni 2004. In den Jahren 2004–2006 war er Mitglied des Parteirates dieser Partei. Er kandidierte bei den Wahlen zum Europäischen Parlament im Jahr 2004 in Warschau. Bei den Sejm-Wahlen im Jahr 2005 kandidierte er auf der Liste der SdPl in Warschau. Bei den Wahlen zum Europäischen Parlament 2009 kandidierte er in Warschau auf der Liste Einigung für die Zukunft. Bei den Kommunalwahlen am 21. November 2010 wurde er in den Warschauer Stadtrat gewählt.